# OpenAI Codex
OpenAI Codex és un model d'intel·ligència artificial desenvolupat per OpenAI. Analitza el llenguatge natural i genera codi com a resposta. S'utilitza per alimentar GitHub Copilot, una eina d'autocompleció de programació desenvolupada per a IDE determinats, com Visual Studio Code i Neovim. Codex és un descendent del model GPT-3 d'OpenAI, ajustat per utilitzar-lo en aplicacions de programació.
Basat en GPT-3, una xarxa neuronal entrenada en text, Codex també ha estat entrenat en 159 gigabytes de codi Python de 54 milions de repositoris GitHub. Un cas d'ús típic de Codex és escriure un comentari, com ara " //calcular la mitjana mòbil d'una matriu per a una mida de finestra determinada", i després utilitzar l'IA per suggerir un bloc de codi que satisfà aquesta indicació. OpenAI ha afirmat que Codex pot completar aproximadament el 37% de les sol·licituds i està pensat per fer que la programació humana sigui més ràpida en lloc de substituir-la; segons el bloc d'OpenAI, Codex sobresurt més a l'hora de "mapejar […] problemes simples al codi existent", que descriuen com "probablement la part menys divertida de la programació". Jeremy Howard, cofundador de Fast.ai, va afirmar que "[Codex] és una manera d'escriure codi sense haver d'escriure tant de codi" i que "no sempre és correcte, però està prou a prop". Segons un article escrit per investigadors d'OpenAI, quan es va intentar cada cas de prova 100 vegades, el 70,2% de les indicacions tenien solucions funcionals.
OpenAI afirma que Codex és capaç de funcionar en més d'una dotzena de llenguatges de programació, inclosos Go, JavaScript, Perl, PHP, Ruby, Shell, Swift i TypeScript, tot i que és més efectiu en Python. Segons VentureBeat, les demostracions pujades per OpenAI van mostrar capacitats de resolució de correferència impressionants. Els demostradors van poder crear un joc de navegador en JavaScript i generar gràfics de ciència de dades mitjançant matplotlib.